# Julio Castillo
Julio César Castillo Torres est un boxeur équatorien né le 10 mai 1988 à Durán.

## Carrière
Sa carrière amateur est marquée par une médaille d'or aux championnats panaméricains de Quito en 2010 et une médaille d'argent à Cuenca en 2008 dans la catégorie poids lourds ainsi que par une médaille d'argent aux Jeux panaméricains de Guadalajara en 2011 (poids lourds) et une médaille de bronze à Rio en 2007 (poids mi-lourds).

### Jeux olympiques
- Qualifié pour les Jeux de 2016 à Rio de Janeiro, Brésil
- Qualifié pour les Jeux de 2012 à Londres, Angleterre

### Championnats du monde de boxe amateur
- Médaille d'argent en -91 kg aux championnats du monde 2019 à Iekaterinbourg, Russie

### Jeux panaméricains
- Médaille d'argent en -91 kg en 2011 à Guadalajara, Mexique
- Médaille de bronze en -81 kg en 2007 à Rio de Janeiro, Brésil

### Championnats panaméricains de boxe amateur
- Médaille d'or en -91 kg en 2010 à Quito, Équateur
- Médaille d'argent en -91 kg en 2008 à Cuenca, Équateur